# Analogo funzionale
In chimica e in farmacologia, un analogo funzionale è un composto chimico che presenta proprietà fisiche, chimiche, biochimiche e farmacologiche fortemente simili a quelle di un altro composto. Gli analoghi funzionali non sono necessariamente anche analoghi strutturali (che sono invece caratterizzati da forti somiglianze nelle rispettive strutture molecolari); allo stesso modo, non tutti gli analoghi strutturali possiedono anche analogie a livello funzionale. Un esempio di composti tra loro funzionalmente analoghi è rappresentato da morfina, eroina e fentanyl: essi hanno lo stesso meccanismo d'azione, tuttavia il fentanyl è strutturalmente molto diverso dagli altri due composti; ciò si traduce in un effetto molto più potente a parità di dosaggio, il che ha effetti molto pericolosi sul piano della dipendenza da oppioidi che queste sostanze determinano.

Formula di struttura della morfina
Formula di struttura dell'eroina (detta anche diacetilmorfina)
Formula di struttura del fentanyl: si notino le importanti differenze rispetto alla struttura di morfina ed eroina